# Hugo Lamanna
Hugo Lamanna (Buenos Aires, 3 marzo 1913 – Rapallo, 11 ottobre 1991) è stato un calciatore e allenatore di calcio argentino.

## Carriera
L'Atalanta che lo porta in Italia dopo numerose stagioni tra Argentina, Brasile e Francia. A Bergamo gioca come regista fino all'interruzione dei campionati dovuta alla seconda guerra mondiale.
Conclude la carriera nelle categorie minori con Juve Stabia e Frosinone.
Terminata la carriera da giocatore iniziò ad allenare il Frosinone nella stagione 1948-1949 portandolo al quinto posto in classifica e scendendo in campo in una partita, poi, allenò Lecco, Monza, Como e Rapallo Ruentes.

## Palmarès

### Giocatore

#### Competizioni statali
- Campionato Carioca: 1

Vasco da Gama: 1934 (LCF)

#### Competizioni nazionali
- Coppa di Francia: 1

RC Paris: 1939-1940

### Individuale
- Capocannoniere del campionato francese di seconda divisione: 1

1937-1938 (29 reti)

### Allenatore

#### Competizioni regionali
- Promozione: 1

Lecco: 1949-1950

#### Competizioni nazionali
- IV Serie: 1

Lecco: 1952-1953